# Falls City (Texas)
Falls City es una ciudad ubicada en el condado de Karnes en el estado estadounidense de Texas. En el Censo de 2010 tenía una población de 611 habitantes y una densidad poblacional de 259,24 personas por km².

## Geografía
Falls City se encuentra ubicada en las coordenadas 28°58′54″N 98°1′18″O / 28.98167, -98.02167. Según la Oficina del Censo de los Estados Unidos, Falls City tiene una superficie total de 2.36 km², de la cual 2.31 km² corresponden a tierra firme y (1.98%) 0.05 km² es agua.

## Demografía
Según el censo de 2010, había 611 personas residiendo en Falls City. La densidad de población era de 259,24 hab./km². De los 611 habitantes, Falls City estaba compuesto por el 93.62% blancos, el 0.16% eran afroamericanos, el 0.82% eran amerindios, el 0% eran asiáticos, el 0% eran isleños del Pacífico, el 3.6% eran de otras razas y el 1.8% pertenecían a dos o más razas. Del total de la población el 21.28% eran hispanos o latinos de cualquier raza.